# Syngamia violata
Syngamia violata là một loài bướm đêm trong họ Crambidae.